# 西宝兴路

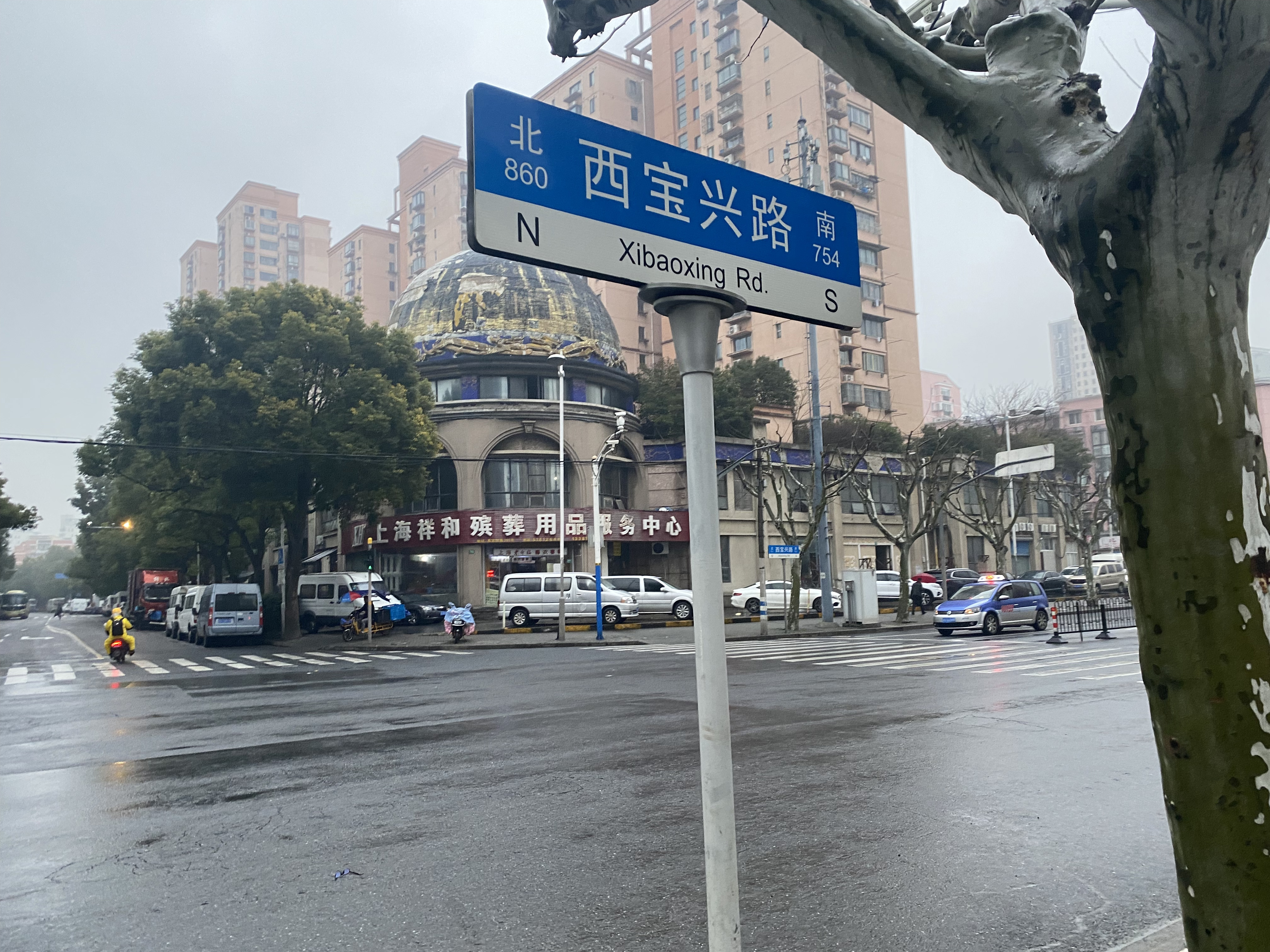
静安区（此侧）与虹口区（对侧）以西宝兴路为界

西宝兴路是中華人民共和國上海市虹口區與靜安區的界路，為西北-東南走向道路，道路东南起自中山北路，西北至柳营路，始建於中華民国2年（1913年），最初名為寶興路，路名來自於寶興里。1995年，寶興路的中山北路至淞沪铁路一段劃為东宝兴路，柳營路至中山北路則為西寶興路。道路沿途有上海市寶興殯儀館。